# Rick Astley/Diskografie
Diese Diskografie ist eine Übersicht über die musikalischen Werke des britischen Sängers Rick Astley. Den Schallplattenauszeichnungen zufolge hat er bisher mehr als 14,8 Millionen Tonträger verkauft, davon alleine in seiner Heimat über 3,5 Millionen. Seine erfolgreichste Veröffentlichung ist die Single Never Gonna Give You Up mit über 7,1 Millionen verkauften Einheiten.

## Alben

### Studioalben
| Jahr | Titel Musiklabel                             | Höchstplatzierung, Gesamtwochen, AuszeichnungChartplatzierungen (Jahr, Titel, Musiklabel, Platzierungen, Wochen, Auszeichnungen, Anmerkungen) | Höchstplatzierung, Gesamtwochen, AuszeichnungChartplatzierungen (Jahr, Titel, Musiklabel, Platzierungen, Wochen, Auszeichnungen, Anmerkungen) | Höchstplatzierung, Gesamtwochen, AuszeichnungChartplatzierungen (Jahr, Titel, Musiklabel, Platzierungen, Wochen, Auszeichnungen, Anmerkungen) | Höchstplatzierung, Gesamtwochen, AuszeichnungChartplatzierungen (Jahr, Titel, Musiklabel, Platzierungen, Wochen, Auszeichnungen, Anmerkungen) | Höchstplatzierung, Gesamtwochen, AuszeichnungChartplatzierungen (Jahr, Titel, Musiklabel, Platzierungen, Wochen, Auszeichnungen, Anmerkungen) | Anmerkungen |
| Jahr | Titel Musiklabel                             | DE | AT | CH | UK | US | Anmerkungen |
| ---- | -------------------------------------------- | --- | --- | --- | --- | --- | --- |
| 1987 | Whenever You Need Somebody RCA Records (BMG) | DE1 Platin · (36 Wo.)DE | AT3 (22 Wo.)AT | CH2 Platin · (13 Wo.)CH | UK1 ×4Vierfachplatin · (35 a Wo.)UK | US10 ×2Doppelplatin · (60 Wo.)US | Erstveröffentlichung: 16. November 1987 Wiederveröffentlichung: 20. Mai 2022 (35th Anniversary Edition) Produzenten: Stock Aitken Waterman, Ian Curnow, Phil Harding, Daize Washbourn Verkäufe: + 5.120.253    |
| 1988 | Hold Me in Your Arms RCA Records (BMG)       | DE3 Gold · (25 Wo.)DE | AT20 (2 Wo.)AT | CH11 Gold · (11 Wo.)CH | UK8 Platin · (19 Wo.)UK | US19 Gold · (23 Wo.)US | Erstveröffentlichung: 26. November 1988 Wiederveröffentlichung: 12. Mai 2023 (Deluxe Edition) Produzenten: Stock Aitken Waterman, Rick Astley, Ian Curnow, Phil Harding, Daize Washbourn Verkäufe: + 1.627.500 |
| 1991 | Free RCA Records (BMG)                       | DE8 (21 Wo.)DE | AT24 (3 Wo.)AT | CH26 (3 Wo.)CH | UK9 Gold · (9 Wo.)UK | US31 (18 Wo.)US | Erstveröffentlichung: 18. Februar 1991 Wiederveröffentlichung: 30. August 2024 (Deluxe Edition) Produzenten: Gary Stevenson, Rick Astley Verkäufe: + 150.000                                                   |
| 1993 | Body & Soul RCA Records (BMG)                | — | — | — | — | US185 (1 Wo.)US | Erstveröffentlichung: 28. September 1993 Produzenten: Gary Stevenson, Rick Astley |
| 2001 | Keep It Turned On Polydor (UMG)              | DE56 (1 Wo.)DE | — | — | — | — | Erstveröffentlichung: 3. Dezember 2001 Produzenten: Gary Stevenson, Ben Robbins, Chris Braide |
| 2005 | Portrait RCA Records (Sony BMG)              | — | — | — | UK26 (3 Wo.)UK | — | Erstveröffentlichung: 17. Oktober 2005 Produzenten: Gary Stevenson, Ben Robbins, Chris Braide |
| 2016 | 50 Selbstverlag (BMG)                        | DE21 (7 Wo.)DE | AT41 (3 Wo.)AT | CH44 (4 Wo.)CH | UK1 Platin · (42 Wo.)UK | — | Erstveröffentlichung: 10. Juni 2016 Produzent: Rick Astley Verkäufe: + 300.000 |
| 2018 | Beautiful Life Selbstverlag (BMG)            | DE40 (3 Wo.)DE | AT70 (1 Wo.)AT | CH44 (3 Wo.)CH | UK6 Silber · (19 Wo.)UK | — | Erstveröffentlichung: 13. Juli 2018 Verkäufe: + 60.000 |
| 2023 | Are We There Yet? 50/50 Live Limited (BMG)   | DE29 (1 Wo.)DE | — | — | UK2 (1 Wo.)UK | — | Erstveröffentlichung: 13. Oktober 2023 |

### Kompilationen
| Jahr | Titel Musiklabel                                                       | Höchstplatzierung, Gesamtwochen, AuszeichnungChartplatzierungen (Jahr, Titel, Musiklabel, Platzierungen, Wochen, Auszeichnungen, Anmerkungen) | Höchstplatzierung, Gesamtwochen, AuszeichnungChartplatzierungen (Jahr, Titel, Musiklabel, Platzierungen, Wochen, Auszeichnungen, Anmerkungen) | Höchstplatzierung, Gesamtwochen, AuszeichnungChartplatzierungen (Jahr, Titel, Musiklabel, Platzierungen, Wochen, Auszeichnungen, Anmerkungen) | Höchstplatzierung, Gesamtwochen, AuszeichnungChartplatzierungen (Jahr, Titel, Musiklabel, Platzierungen, Wochen, Auszeichnungen, Anmerkungen) | Höchstplatzierung, Gesamtwochen, AuszeichnungChartplatzierungen (Jahr, Titel, Musiklabel, Platzierungen, Wochen, Auszeichnungen, Anmerkungen) | Anmerkungen                              |
| Jahr | Titel Musiklabel                                                       | DE | AT | CH | UK | US | Anmerkungen                              |
| ---- | ---------------------------------------------------------------------- | --- | --- | --- | --- | --- | ---------------------------------------- |
| 1989 | 12" Collection RCA Records (BMG)                                       | — | — | — | — | — | Erstveröffentlichung: 21. März 1989      |
| 2000 | Together Forever: Greatest Hits and More … BMG (BMG)                   | — | — | — | — | — | Erstveröffentlichung: Februar 2000       |
| 2002 | Greatest Hits RCA Records (BMG)                                        | — | — | — | UK16 Gold · (11 Wo.)UK | — | Erstveröffentlichung: 2. September 2002  |
| 2003 | Never Gonna Give You Up: The Best of Rick Astley BMG (BMG)             | — | — | — | — | — | Erstveröffentlichung: 30. September 2003 |
| 2004 | Love Songs BMG (BMG)                                                   | — | — | — | — | — | Erstveröffentlichung: 2004               |
| 2004 | Platinum & Gold Collection RCA Records (BMG)                           | — | — | — | — | — | Erstveröffentlichung: 2004               |
| 2007 | Together Forever: The Best of Rick Astley Music Club Deluxe (Sony BMG) | — | — | — | — | — | Erstveröffentlichung: 17. Juli 2007      |
| 2008 | Ultimate Collection Sony BMG (Sony BMG)                                | — | — | — | UK17 (3 Wo.)UK | — | Erstveröffentlichung: 28. April 2008     |
| 2014 | The Best of Rick Astley Camden (Sony)                                  | — | — | — | UK— SilberUK | — | Erstveröffentlichung: 2014               |
| 2019 | The Best of Me BMG (BMG)                                               | DE76 (1 Wo.)DE | — | — | UK4 Gold · (10 Wo.)UK | — | Erstveröffentlichung: 25. Oktober 2019   |

## Singles

### Als Leadmusiker
| Jahr | Titel Album                                                               | Höchstplatzierung, Gesamtwochen, AuszeichnungChartplatzierungen (Jahr, Titel, Album, Platzierungen, Wochen, Auszeichnungen, Anmerkungen) | Höchstplatzierung, Gesamtwochen, AuszeichnungChartplatzierungen (Jahr, Titel, Album, Platzierungen, Wochen, Auszeichnungen, Anmerkungen) | Höchstplatzierung, Gesamtwochen, AuszeichnungChartplatzierungen (Jahr, Titel, Album, Platzierungen, Wochen, Auszeichnungen, Anmerkungen) | Höchstplatzierung, Gesamtwochen, AuszeichnungChartplatzierungen (Jahr, Titel, Album, Platzierungen, Wochen, Auszeichnungen, Anmerkungen) | Höchstplatzierung, Gesamtwochen, AuszeichnungChartplatzierungen (Jahr, Titel, Album, Platzierungen, Wochen, Auszeichnungen, Anmerkungen) | Höchstplatzierung, Gesamtwochen, AuszeichnungChartplatzierungen (Jahr, Titel, Album, Platzierungen, Wochen, Auszeichnungen, Anmerkungen) | Anmerkungen |
| Jahr | Titel Album                                                               | DE | AT | CH | UK | US | Dance | Anmerkungen |
| ---- | ------------------------------------------------------------------------- | --- | --- | --- | --- | --- | --- | --- |
| 1987 | When You Gonna –                                                          | — | — | — | — | — | — | Erstveröffentlichung: 22. Juni 1987 mit Lisa Fabien als Rick und Lisa |
| 1987 | Never Gonna Give You Up Whenever You Need Somebody                        | DE1 Gold · (21 Wo.)DE | AT4 (18 Wo.)AT | CH2 (16 Wo.)CH | UK1 ×2Doppelplatin · (23 Wo.)UK | US1 ×5Fünffachplatin · (24 Wo.)US | Dance1 (12 Wo.)Dance | Erstveröffentlichung: 27. Juli 1987 Autoren: Stock Aitken Waterman |
| 1987 | Learning to Live (Without Your Love) –                                    | — | — | — | — | — | — | Erstveröffentlichung: 12. Oktober 1987 mit O’Chi Brown |
| 1987 | Whenever You Need Somebody                                                | DE1 (17 Wo.)DE | AT4 (14 Wo.)AT | CH1 (11 Wo.)CH | UK3 (12 Wo.)UK | — | — | Erstveröffentlichung: 19. Oktober 1987 Autoren: Stock Aitken Waterman Original: O’Chi Brown, 1985                                                                                        |
| 1987 | When I Fall in Love / My Arms Keep Missing You Whenever You Need Somebody | DE6 (14 Wo.)DE | AT21 (2 Wo.)AT | CH14 (5 Wo.)CH | UK2 Silber · (12 Wo.)UK | — | — | Erstveröffentlichung: 30. November 1987 Autoren (A-Seite): Victor Young, Edward Heyman Original: Victor Young – Instrumental im Film Korea 1952 Autoren (B-Seite): Stock Aitken Waterman |
| 1988 | Together Forever Whenever You Need Somebody                               | DE5 (16 Wo.)DE | AT10 (12 Wo.)AT | CH14 (8 Wo.)CH | UK2 (9 Wo.)UK | US1 (18 Wo.)US | Dance1 (10 Wo.)Dance | Erstveröffentlichung: 15. Februar 1988 Autoren: Stock Aitken Waterman |
| 1988 | It Would Take a Strong Strong Man Whenever You Need Somebody              | — | — | — | — | US10 (16 Wo.)US | Dance8 (8 Wo.)Dance | Erstveröffentlichung: 2. Juli 1988 Autoren: Stock Aitken Waterman |
| 1988 | She Wants to Dance with Me Hold Me in Your Arms                           | DE10 (18 Wo.)DE | — | CH12 (8 Wo.)CH | UK6 (11 Wo.)UK | US6 (18 Wo.)US | Dance13 (9 Wo.)Dance | Erstveröffentlichung: 12. September 1988 Autor: Rick Astley |
| 1988 | Take Me to Your Heart Hold Me in Your Arms                                | DE10 (16 Wo.)DE | — | CH16 (9 Wo.)CH | UK8 (11 Wo.)UK | — | — | Erstveröffentlichung: 14. November 1988 Autoren: Stock Aitken Waterman |
| 1989 | Hold Me in Your Arms                                                      | DE32 (7 Wo.)DE | — | — | UK10 (8 Wo.)UK | — | — | Erstveröffentlichung: 30. Januar 1989 Autor: Rick Astley |
| 1989 | Giving Up on Love Hold Me in Your Arms                                    | — | — | — | — | US38 (10 Wo.)US | — | Erstveröffentlichung: 3. April 1989 Autor: Rick Astley |
| 1989 | Ain’t Too Proud to Beg Hold Me in Your Arms                               | — | — | — | — | US89 (3 Wo.)US | — | Erstveröffentlichung: 7. August 1989 Autoren: Norman Whitfield, Eddie Holland Original: The Temptations, 1966                                                                            |
| 1990 | Dance Mixes –                                                             | — | — | — | — | — | — | Erstveröffentlichung: 21. Mai 1990 |
| 1991 | Cry for Help Free                                                         | DE14 (21 Wo.)DE | AT22 (4 Wo.)AT | — | UK7 (7 Wo.)UK | US7 (20 Wo.)US | — | Erstveröffentlichung: 14. Januar 1991 Autoren: Rob Fisher, Rick Astley |
| 1991 | Move Right Out Free                                                       | DE52 (11 Wo.)DE | — | — | UK58 (2 Wo.)UK | US81 (5 Wo.)US | — | Erstveröffentlichung: 18. März 1991 Autoren: Rob Fisher, Rick Astley |
| 1991 | Never Knew Love Free                                                      | — | — | — | UK70 (1 Wo.)UK | — | — | Erstveröffentlichung: 18. Juni 1991 Autoren: Derek Bordeaux, John Paul |
| 1993 | The Ones You Love Body & Soul                                             | DE54 (9 Wo.)DE | — | — | UK48 (2 Wo.)UK | — | — | Erstveröffentlichung: 23. August 1993 Autoren: Dave West, Rick Astley |
| 1993 | Hopelessly Body & Soul                                                    | — | — | — | UK33 (2 Wo.)UK | US28 (20 Wo.)US | — | Erstveröffentlichung: 1. November 1993 Autoren: Rob Fisher, Rick Astley |
| 2001 | Sleeping Keep It Turned On                                                | DE60 (7 Wo.)DE | — | CH69 (6 Wo.)CH | — | — | — | Erstveröffentlichung: 1. Oktober 2001 Autoren: Chris Braide, Rick Astley |
| 2010 | Lights Out –                                                              | — | — | — | UK97 (2 Wo.)UK | — | — | Erstveröffentlichung: 7. Juni 2010 Autoren: Andrew Frampton, Rick Astley |
| 2012 | Superman –                                                                | — | — | — | — | — | — | Erstveröffentlichung: 22. Oktober 2012 |
| 2016 | Keep Singing 50                                                           | — | — | — | — | — | — | Erstveröffentlichung: 7. April 2016 |
| 2016 | Angels on My Side 50                                                      | — | — | — | — | — | — | Erstveröffentlichung: 13. Mai 2016 |
| 2019 | Every One of Us The Best of Me                                            | — | — | — | — | — | — | Erstveröffentlichung: 12. September 2019 |
| 2023 | Dippin My Feet Are We There Yet?                                          | — | — | — | — | — | — | Erstveröffentlichung: 20. Juni 2023 |
| 2023 | Never Gonna Stop Are We There Yet?                                        | — | — | — | — | — | — | Erstveröffentlichung: 22. August 2023 |

### Als Gastmusiker
| Jahr | Titel Album           | Höchstplatzierung, Gesamtwochen, AuszeichnungChartplatzierungen (Jahr, Titel, Album, Platzierungen, Wochen, Auszeichnungen, Anmerkungen) | Höchstplatzierung, Gesamtwochen, AuszeichnungChartplatzierungen (Jahr, Titel, Album, Platzierungen, Wochen, Auszeichnungen, Anmerkungen) | Höchstplatzierung, Gesamtwochen, AuszeichnungChartplatzierungen (Jahr, Titel, Album, Platzierungen, Wochen, Auszeichnungen, Anmerkungen) | Höchstplatzierung, Gesamtwochen, AuszeichnungChartplatzierungen (Jahr, Titel, Album, Platzierungen, Wochen, Auszeichnungen, Anmerkungen) | Höchstplatzierung, Gesamtwochen, AuszeichnungChartplatzierungen (Jahr, Titel, Album, Platzierungen, Wochen, Auszeichnungen, Anmerkungen) | Höchstplatzierung, Gesamtwochen, AuszeichnungChartplatzierungen (Jahr, Titel, Album, Platzierungen, Wochen, Auszeichnungen, Anmerkungen) | Anmerkungen                                                                                          |
| Jahr | Titel Album           | DE | AT | CH | UK | US | Dance | Anmerkungen                                                                                          |
| ---- | --------------------- | --- | --- | --- | --- | --- | --- | --- |
| 2022 | Bring Back the Time – | — | — | — | — | — | — | Erstveröffentlichung: 3. März 2022 New Kids on the Block feat. Salt ’n’ Pepa, Rick Astley & En Vogue |

## Videoalben
| Jahr | Titel Musiklabel               | Anmerkungen                |
| ---- | ------------------------------ | -------------------------- |
| 1989 | Video Hits BMG Video           | Erstveröffentlichung: 1989 |
| 2004 | The Artist Collection Sony BMG | Erstveröffentlichung: 2004 |

## Promosingles
| Jahr | Titel Album        | Anmerkungen                |
| ---- | ------------------ | -------------------------- |
| 1991 | Wonderful You Free | Erstveröffentlichung: 1991 |
| 2001 | Keep It Turned On  | Erstveröffentlichung: 2001 |

## Sonderveröffentlichungen

### Kompilationen
| Jahr | Titel Musiklabel                                         | Anmerkungen                                        |
| ---- | -------------------------------------------------------- | -------------------------------------------------- |
| 2008 | Playlist: The Very Best of Rick Astley RCA Records (BMG) | Erstveröffentlichung: 2008 Teil der Reihe Playlist |

### Boxsets
| Jahr | Titel Musiklabel                               | Anmerkungen                |
| ---- | ---------------------------------------------- | -------------------------- |
| 2010 | Free … Plus / Body & Soul … Plus Edsel Records | Erstveröffentlichung: 2010 |

## Statistik

### Chartauswertung
|                     | DE    | AT    | CH    | UK    | US    |
| ------------------- | ----- | ----- | ----- | ----- | ----- |
| Nummer-eins-Alben   | DE1DE | AT—AT | CH—CH | UK2UK | US—US |
| Top-10-Alben        | DE3DE | AT1AT | CH1CH | UK6UK | US1US |
| Alben in den Charts | DE5DE | AT3AT | CH3CH | UK9UK | US4US |

|                       | DE     | AT    | CH    | UK     | US    | Dance       |
| --------------------- | ------ | ----- | ----- | ------ | ----- | ----------- |
| Nummer-eins-Singles   | DE2DE  | AT—AT | CH1CH | UK1UK  | US2US | Dance2Dance |
| Top-10-Singles        | DE6DE  | AT3AT | CH3CH | UK8UK  | US5US | Dance3Dance |
| Singles in den Charts | DE11DE | AT5AT | CH7CH | UK13UK | US9US | Dance4Dance |

### Auszeichnungen für Musikverkäufe
| Silberne Schallplatte - Frankreich - 1987: für die Single Never Gonna Give You Up Goldene Schallplatte - Australien - 1988: für die Single Never Gonna Give You Up - Finnland - 1988: für das Album Whenever You Need Somebody - Italien - 2021: für die Single Never Gonna Give You Up - Kanada - 1988: für die Single Never Gonna Give You Up - 1988: für die Single Together Forever - Neuseeland - 1989: für das Album Hold Me In Your Arms - Schweden - 1987: für die Single Never Gonna Give You Up - Spanien - 1991: für das Album Free | 2× Goldene Schallplatte - Frankreich - 1988: für das Album Whenever You Need Somebody Platin-Schallplatte - Australien - 1989: für das Album Hold Me In Your Arms - Dänemark - 2021: für die Single Never Gonna Give You Up - Hongkong - 1990: für das Album Hold Me In Your Arms - 1990: für das Album Whenever You Need Somebody - Neuseeland - 1988: für das Album Whenever You Need Somebody - Niederlande - 1987: für die Single Never Gonna Give You Up - 1988: für das Album Whenever You Need Somebody - Schweden - 1988: für das Album Whenever You Need Somebody - Spanien - 2024: für die Single Never Gonna Give You Up | 2× Platin-Schallplatte - Kanada - 1989: für das Album Hold Me In Your Arms - Neuseeland - 2023: für die Single Never Gonna Give You Up - Spanien - 1988: für das Album Hold Me In Your Arms 3× Platin-Schallplatte - Australien - 1988: für das Album Whenever You Need Somebody - Spanien - 1987: für das Album Whenever You Need Somebody 4× Platin-Schallplatte - Kanada - 1988: für das Album Whenever You Need Somebody |

Anmerkung: Auszeichnungen in Ländern aus den Charttabellen bzw. Chartboxen sind in ebendiesen zu finden.
| Land/RegionAuszeichnungen für Musikverkäufe (Land/Region, Auszeichnungen, Verkäufe, Quellen) | Silber     | Gold       | Platin       | Verkäufe  | Quellen                       |
| -------------------------------------------------------------------------------------------- | ---------- | ---------- | ------------ | --------- | ----------------------------- |
| Australien (ARIA)                                                                            | —          | Gold1      | 4× Platin4   | 315.000   | Einzelnachweise               |
| Dänemark (IFPI)                                                                              | —          | —          | Platin1      | 90.000    | ifpi.dk                       |
| Deutschland (BVMI)                                                                           | —          | 2× Gold2   | Platin1      | 1.000.000 | musikindustrie.de             |
| Finnland (IFPI)                                                                              | —          | Gold1      | —            | 25.253    | ifpi.fi                       |
| Frankreich (SNEP)                                                                            | Silber1    | 2× Gold2   | —            | 450.000   | infodisc.fr                   |
| Hongkong (IFPI/HKRIA)                                                                        | —          | —          | 2× Platin2   | 40.000    | ifpihk.org                    |
| Italien (FIMI)                                                                               | —          | Gold1      | —            | 35.000    | fimi.it                       |
| Kanada (MC)                                                                                  | —          | 2× Gold2   | 6× Platin6   | 700.000   | musiccanada.com               |
| Neuseeland (RMNZ)                                                                            | —          | Gold1      | 3× Platin3   | 85.000    | aotearoamusiccharts.co.nz NZ2 |
| Niederlande (NVPI)                                                                           | —          | —          | 2× Platin2   | 200.000   | nvpi.nl                       |
| Schweden (IFPI)                                                                              | —          | Gold1      | Platin1      | 125.000   | sverigetopplistan.se          |
| Schweiz (IFPI)                                                                               | —          | Gold1      | Platin1      | 75.000    | hitparade.ch                  |
| Spanien (Promusicae)                                                                         | —          | Gold1      | 6× Platin6   | 610.000   | elportaldemusica.es ES2       |
| Vereinigte Staaten (RIAA)                                                                    | —          | Gold1      | 7× Platin7   | 7.500.000 | riaa.com                      |
| Vereinigtes Königreich (BPI)                                                                 | 3× Silber3 | 3× Gold3   | 8× Platin8   | 3.620.000 | bpi.co.uk                     |
| Insgesamt                                                                                    | 4× Silber4 | 17× Gold17 | 42× Platin42 |           |                               |